# Sverre I de Noruega
Sverre Sigurdsson (en nórdico antiguo: Sverrir Sigurðarson, 1151-Bergen, 9 de marzo de 1202) fue rey de Noruega de 1184 a 1202. Supuestamente era un hijo ilegítimo del rey Sigurd II.

## Importancia
Sigurdsson es visto por muchos historiadores como uno de los monarcas noruegos más importantes de la historia. Llegó al poder como líder de un grupo rebelde, los birkebeiner, en oposición a otro monarca, Magnus V, con el que protagonizó una larga y sangrienta guerra civil. Después de la caída de Magnus en la batalla de Fimreite en 1182, Sverre se convirtió en el único gobernante de Noruega.
Tuvo entre sus principales enemigos a la Iglesia católica, que procedió a su excomunión en 1194. Hubo de lidiar con varias rebeliones, y de hecho, nunca pudo establecer la paz en el país. La mayor amenaza fue la guerra contra los bagler, una facción creada por los obispos noruegos, quienes a su vez recibieron el importante apoyo de Roma. Esta guerra perduró hasta después de la muerte del rey.
Fue un brillante estratega e improvisador, tanto en la política como en el aspecto militar. Sus tácticas innovadoras ayudaron a los birkebeiner contra sus enemigos, y con el tiempo serían decisivas para convertir a este grupo -reducido a actividades marginales hasta la llegada de Sverre-, en un ejército bien entrenado, adaptable y con una gran organización. Antes de entrar en batalla, se optaba por una formación en escudo, mientras que en combate cuerpo a cuerpo se actuaba en pequeños grupos. Se cree que Sverre era de corta estatura, pues solía combatir a caballo, en contraposición a la tradición nórdica por la cual los reyes encabezaban a su ejército en la línea de batalla. 
La fuente más importante sobre su vida es su biografía, la Saga de Sverre, un documento escrito en vida del monarca y considerado como una fuente en cierto modo parcial, ya que en el prefacio se advierte que una parte de la obra fue escrita bajo el patrocinio directo de Sverre. Una fuente alternativa es la correspondencia sostenida entre los obispos y el papa sobre los asuntos correspondientes a la Iglesia. Otra fuente para conocer el período es el Discurso contra los obispos (Varnaðar-rœða o Mote klerkom), un documento de debate político y eclesiástico que se considera escrito en nombre del rey Sverre Sigurdsson, probablemente en 1199, probablemente por un sacerdote relativamente bien educado en presencia del rey.

## Biografía

### Primeros años

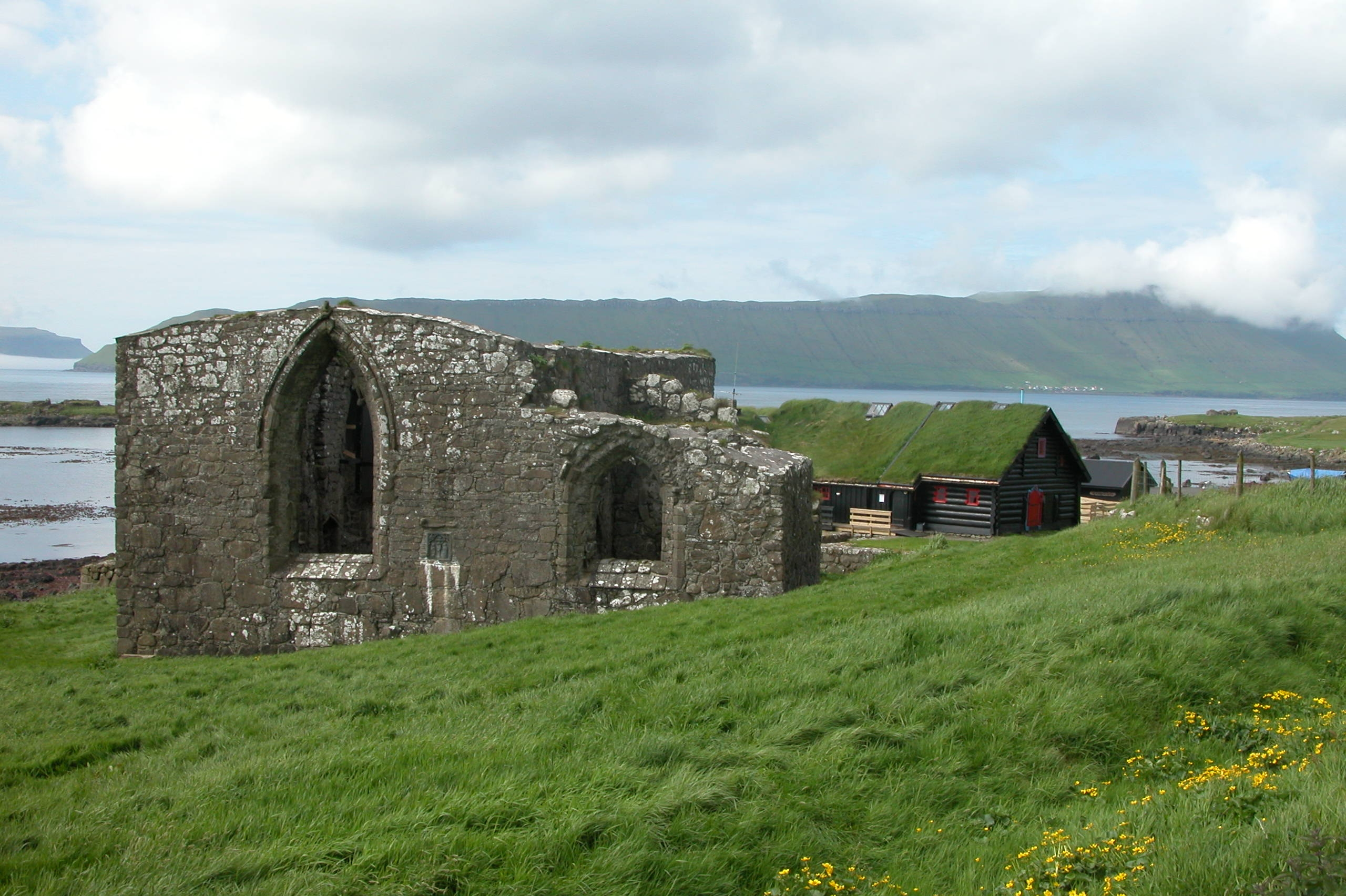
Kirkjubøur, en las Islas Feroe.

Según la Saga de Sverre, este nació en 1151, hijo de Gunhild y Unås. Cuando Sverre tenía cinco años, la familia se mudó a las Islas Feroe para vivir con Roe, el tío paterno de Sverre, quien era obispo de las islas. Ahí, Sverre crecería y viviría en Kirkjubøargarður, la residencia episcopal en Kirkjubøur. Sverre estudió para sacerdote y fue ordenado, y se ha considerado que su educación fue de alta calidad.
No obstante, Sverre no tenía una vocación real para servir a la Iglesia. Según la saga, tuvo varios sueños que él consideró como un señal destinada a los reyes. En 1175, su madre le reveló que en realidad era hijo del rey Sigurd II. Al año siguiente, el joven viajó a Noruega a buscar su destino.

### La veracidad de las reivindicaciones de Sverre
La historia narrada en la Saga de Sverre es la versión oficial de su vida y, especialmente en lo que se refiere a la paternidad, es la única fuente que dice que era hijo de Sigurd II. La mayoría de los historiadores modernos ponen en tela de juicio que Sverre fuese hijo de Sigurd, e inclusive varios lo niegan de manera categórica. Uno de los problemas que surgen al analizar la biografía de Sverre es que los análisis históricos parecen contradecir a la saga. De acuerdo a la edad de sus hijos y nietos, se estima que Sverre tendría unos trece años cuando llegó a Noruega. 
Por otro lado, la ley canónica establecía que, para ser ordenado como sacerdote, se debían tener por lo menos treinta años de edad. Así, si Sverre tenía treinta años cuando fue ordenado, tendría que haber nacido no después de 1145, cuando Sigurd II, su supuesto padre solo tenía doce años. Esta objeción acerca de la ley canónica ha ido perdiendo peso, pues se ha estimado que el límite de edad de los sacerdotes era pasado por alto con frecuencia en Escandinavia en ese tiempo.
Otra objeción es el rechazo de Sverre a someterse a la ordalía como medio para probar su ascendencia real. La ordalía era una prueba rutinaria que se realizaba a los pretendientes al trono, y parece que su eficacia era algo de reconocimiento universal. Si se descubría como falsa su pretendida paternidad, sus planes de herencia hubieran fracasado. Algunos historiadores, sin embargo, han analizado la posibilidad de que el mismo Sverre creyera sus propias afirmaciones.

### Noruega en 1176
En 1176, Noruega se recuperaba lentamente de varias décadas de guerras civiles originadas en gran medida por las ambiguas leyes de sucesión. De acuerdo a las viejas costumbres, todos los hijos de un rey, fuesen o no legítimos, tenían el mismo derecho al trono. Era común que el gobierno se repartiera entre hermanos, pero cuando se originaban desacuerdos entre éstos, se producían frecuentemente guerras.
Sigurd II, el supuesto padre de Sverre, había sido asesinado por órdenes de su hermano Inge I en 1155. El hijo de Sigurd, Haakon Herdebrei, fue elegido por los seguidores de su padre como rey en oposición a Inge. El conflicto se regionalizó: Inge conservó el principal apoyo en Viken, mientras la mayor plaza fuerte de Haakon lo fue la región de Trøndelag. Inge primero murió en 1161; sus seguidores nombraron a Magnus Erlingsson, de cinco años, como su nuevo rey. En 1162, Haakon Herdebrei murió y su facción comenzó a desmembrarse. En 1164 Magnus fue coronado por el arzobispo de Nidaros ØYstein Erlendsson. Con la Iglesia y la mayor parte de la aristocracia de su lado, el reinado de Magnus parecía segura. Hubo algunos levantamientos, pero todos habían sido ahogados. Erling Skakke, el padre de Magnus, asumió la regencia durante la minoría de edad de su hijo, pero se mantuvo como el verdadero gobernante durante el resto de su vida.

### El encuentro de Sverre con losbirkebeiner
Dadas las circunstancias en que se hallaba el país a la llegada de Sverre, este encontró pocas posibilidades de realizar un levantamiento exitoso. Viajó hacia el oriente y llegó a la región de Östergötland, en Suecia, antes de Navidad. Ahí conoció a un líder local, el jarl Birger Brosa, quien estaba casado con Brígida Haraldsdatter, hija ilegítima de Harald IV de Noruega. Sverre reveló sus reclamaciones a Birger Brosa, pero este se negó en un principio a ofrecerle ayuda, puesto que ya apoyaba a un grupo opositor, los birkebeiner. Este grupo, cuyos integrantes eran muy pobres, se había originado en 1174 bajo el liderazgo de Øystein Møyla, un pretendiente al trono. En enero de 1177, los birkebeiner sufrieron una aplastante derrota en la batalla de Re, donde el propio Øystein cayó en combate. Sverre se encontró con los sobrevivientes del grupo en Värmland y después de algunas dudas iniciales, pudo convencerlos de aceptarlo como su nuevo líder.

### Ascenso al poder

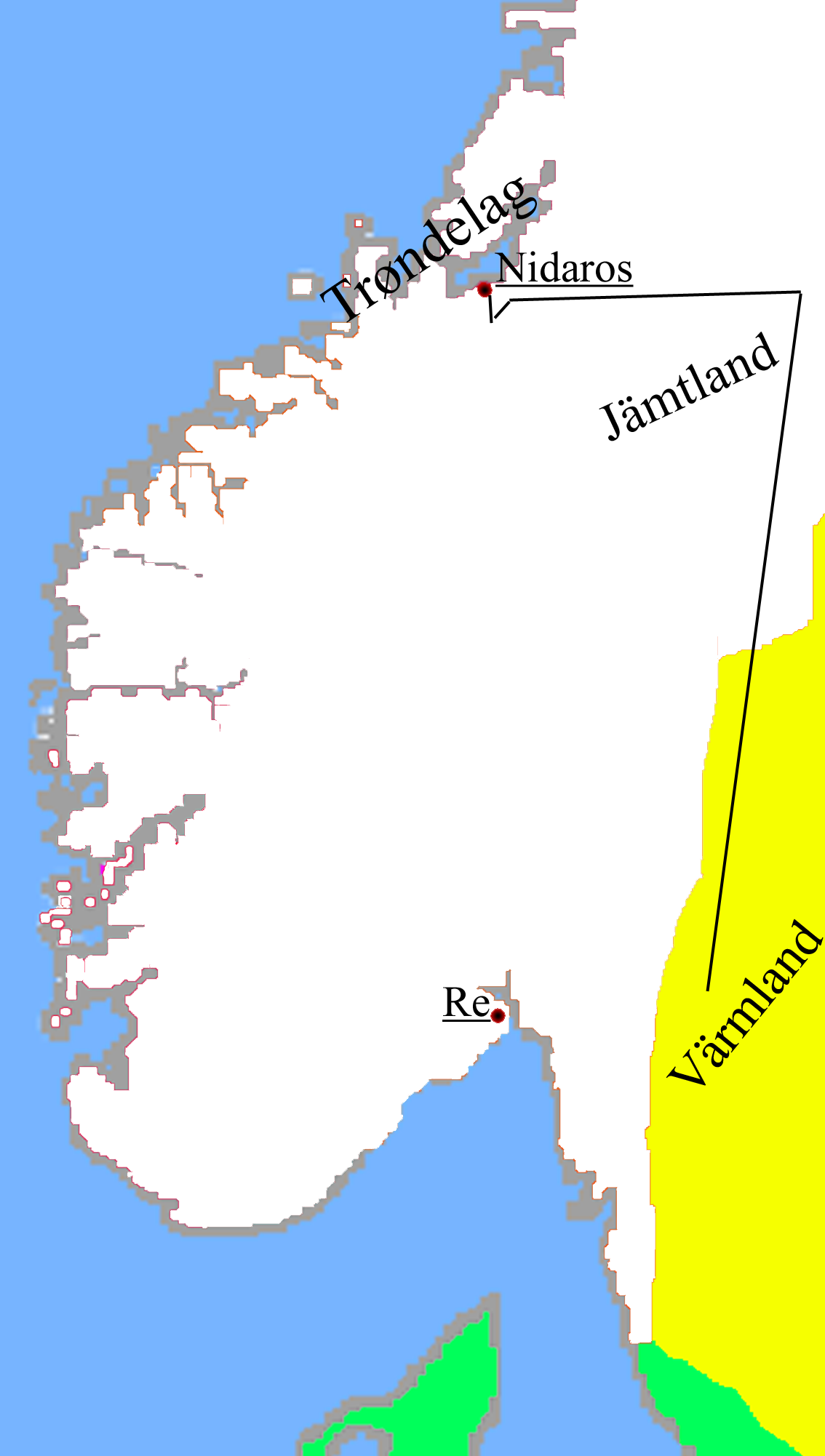
El viaje de Sverre a Nidaros, en 1177.

Cuando Sverre contactó a los birkebeiner, la capacidad de acción de éstos se encontraba bastante limitada, y no contaban con más de 70 hombres, de acuerdo a la saga. El que hayan sido convertidos en una fuerza de diestros soldados profesionales es visto como una prueba del liderazgo de Sverre.
Durante los primeros años como líder de los birkebeiner, Sverre y sus hombres se mantuvieron en constante persecución por las fuerzas de Erling Skakke y Magnus V. Al parecer los birkebeiner no representaban más que una banda de renegados con pocas posibilidades de éxito, ya que la población, después de tantas guerras, muy probablemente deseaba la paz.
En junio de 1177, Sverre condujo a sus hombres a Trøndelag, donde fue proclamado rey por el Øreting. El evento tuvo un fuerte peso simbólico, ya que ese era el lugar tradicional para la elección de un rey. Una vez proclamado rey Sverre, los birkebeiner se desplazaron hacia el sur, a Hadeland, pero fueron obligados por sus enemigos a regresar hacia el norte. Entonces Sverre decidió ir al occidente y tomar Bergen por sorpresa. Al llegar a Voss, sin embargo, fueron emboscados por campesinos locales. Aunque los birkebeiner salieron victoriosos en ese encuentro, fracasó el factor sorpresa, y el grupo tuvo que retroceder nuevamente hacia el oriente. Tras una penosa marcha a través de las montañas de Sogne, pudieron pasar el invierno en Østerdal.
En la primavera, después de pasar un tiempo en Viken, Sverre y los birkebeiner regresaron a Trøndelag, y se planeó una nueva estrategia de confrontación. Atacaron la ciudad de Nidaros, pero fueron derrotados en la batalla de Hatthammeren. Después de moverse hacia el sur, encontraron al ejército de Magnus en Ringerike, donde los birkebeiner se alzarían con una victoria táctica. Envalentonados, regresaron a Trøndelag, y lograrían dominar la región lo suficiente para permanecer en Nidaros durante el invierno.
En la primavera de 1179, Magnus y Erling Skakke atacaron Nidaros, y los birkebeiner aparentemente se retiraron de la ciudad. Confiados en que los birkebeiner nuevamente se habían ido al sur, Magnus y sus hombres se mostraron satisfechos. Pero Sverre, al llegar al valle llamado Gauldalen, dio media vuelta y marchó de nuevo hacia la ciudad. Los dos ejércitos se encontraron el 19 de junio en la batalla de Kalvskinnet. Erling Skakke cayó en combate, en un encuentro que terminó con la clara victoria de Sverre, que aseguró el dominio de este sobre Trøndelag.

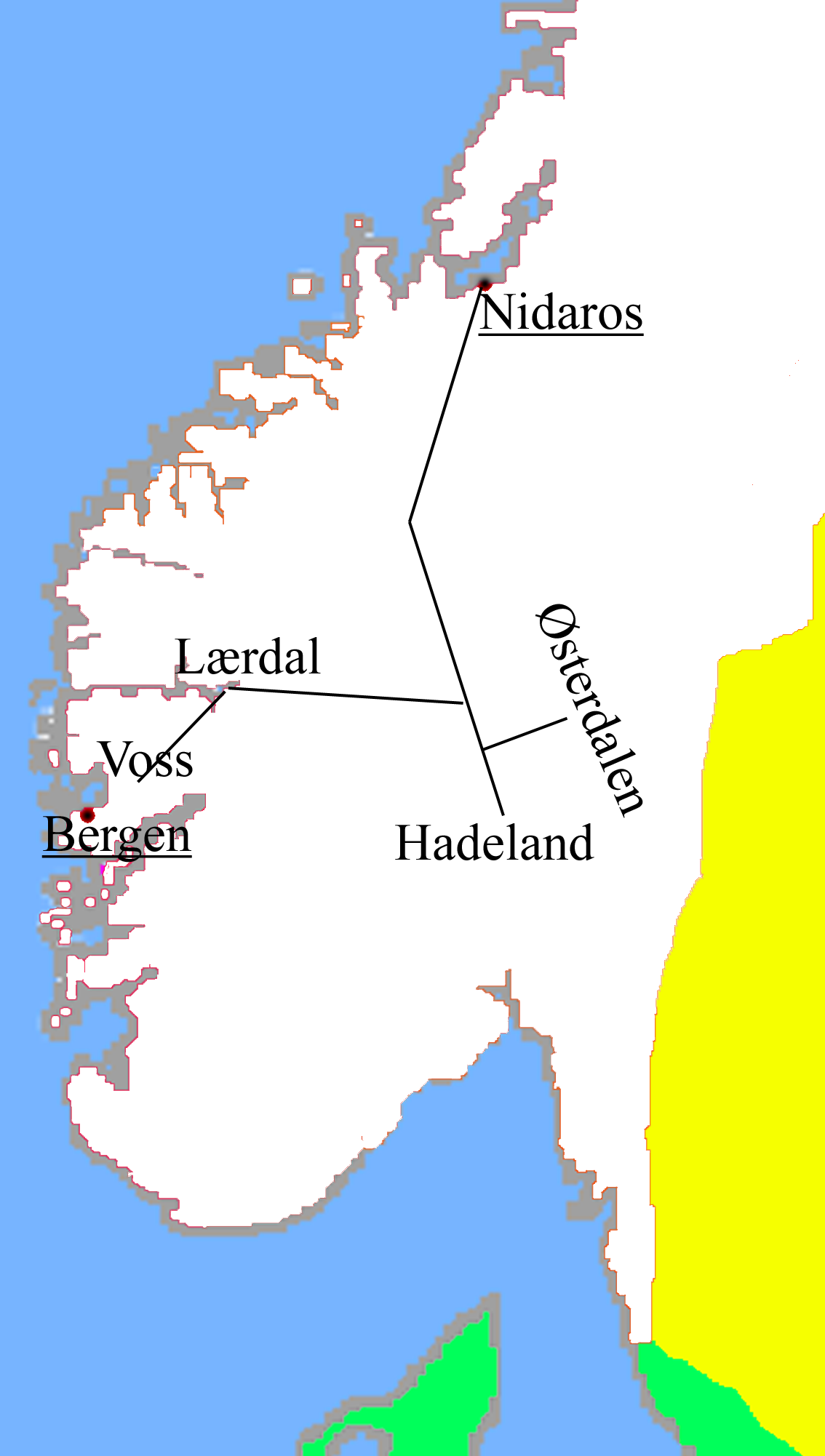
El viaje de Sverre a través de las montañas hacia Voss y de regreso.

Después de su victoria en Kalvskinnet, la guerra cambió. Los trønder aceptaron a Sverre como su rey, y las fuerzas de los dos bandos enemigos se equilibraron. En algún momento, las fuerzas de Magnus recibieron el nombre de Heklung. Hekle significa capucha en nórdico antiguo, y es probable que hiciera alusión a la vestimenta tradicional de los monjes, quizás por la estrecha relación que el grupo de Magnus mantenía con la Iglesia.
Magnus Erlingsson atacó nuevamente Trøndelag en la primavera de 1180, con un ejército reforzado por reclutas del occidente de Noruega. En la batalla de Ilevollene, en las afueras de la ciudad de Nidaros, los Heklung fueron derrotados nuevamente, y Magnus tuvo que huir a Dinamarca. Con Magnus fuera del país, Sverre pudo avanzar hacia el sur y ocupar la ciudad de Bergen, pero su dominio en la región sería débil.
Con la determinación de lograr una victoria definitiva sobre los birkebeiner, Magnus regresó con su flota al año siguiente. Las dos fuerzas se encontraron en el mar en la batalla de Nordnes, el 31 de mayo de 1181. La batalla concluyó con una victoria técnica para los birkebeiner, pues los Heklung se batieron en retirada cuando se propagó el falso rumor de que Magnus había muerto. Sverre se retiró hacia Trøndelag, con su ejército bastante lastimado. Poco después se iniciaron algunas conversaciones de negociación, pero todas fueron rotas. Magnus se negó a aceptar a Sverre como un rey a su mismo nivel, y Sverre no aceptó ser un vasallo de Magnus.
Con Magnus controlando el occidente de Noruega desde su sede en Bergen, Sverre tuvo problemas para mantener aprovisionado a su ejército. Sverre decidió llevar a sus hombres hacia Viken, entonces una plaza fuerte de los Heklung, y una vez en la región, procedió a realizar operaciones de saqueo sin grandes consecuencias en su perjuicio. Sin embargo, Magnus supo manejar bien la ausencia de Sverre. En noviembre, atacó Trøndelag, y logró incendiar la flota de los birkebeiner. Sverre tuvo que regresar precipitadamente, a fin de no perder su única plaza fuerte segura.
Magnus lanzó un ataque contra Nidaros en el verano de 1182, pero su invasión fue rechazada con costosas pérdidas cuando los birkebeiner atacaron por sorpresa en la noche. Sverre comenzó un extenso programa de construcción de buques de guerra. Sin flota, no tenía la posibilidad de extender sus dominios hacia el sur. En la primavera de 1183, Sverre atacó Bergen con una parte de su nueva flota. Evitando ser detectado por los exploradores enemigos, tomó a los Heklung por sorpresa, apoderándose de toda su flota. Magnus escapó a Dinamarca, dejando abandonados su corona y su cetro.
A inicios de la primavera de 1184, Magnus regresó a Viken procedente de Dinamarca con nuevos barcos. En abril, navegó hacia Bergen. Por el mismo tiempo, Sverre había ido a Sogn para apagar una rebelión, y ahí se encontraba cuando Magnus llegó a Bergen en junio. Después de derrotar a los pocos birkebeiner destacados en la ciudad, Magnus tuvo noticias de la situación de Sverre, y navegó en su encuentro. Las dos flotas se encontraron el 15 de junio en Fimreite, en el estrecho y largo Fiordo de Sogn. La batalla de Fimreite sería el último encuentro entre los birkebeiner y los Heklung. El barco de Sverre, el Mariasuda, se impuso a la flota enemiga por su tamaño excesivo, que le permitía colocar una gran fila de arqueros. En la batalla murieron heridos o ahogados los principales líderes de los Heklung, incluido Magnus. Sin un líder, los Heklung desaparecieron como partido político. Así, Sverre se erigió, después de seis años de guerra, en el único rey de Noruega.

### Conflictos en su reinado

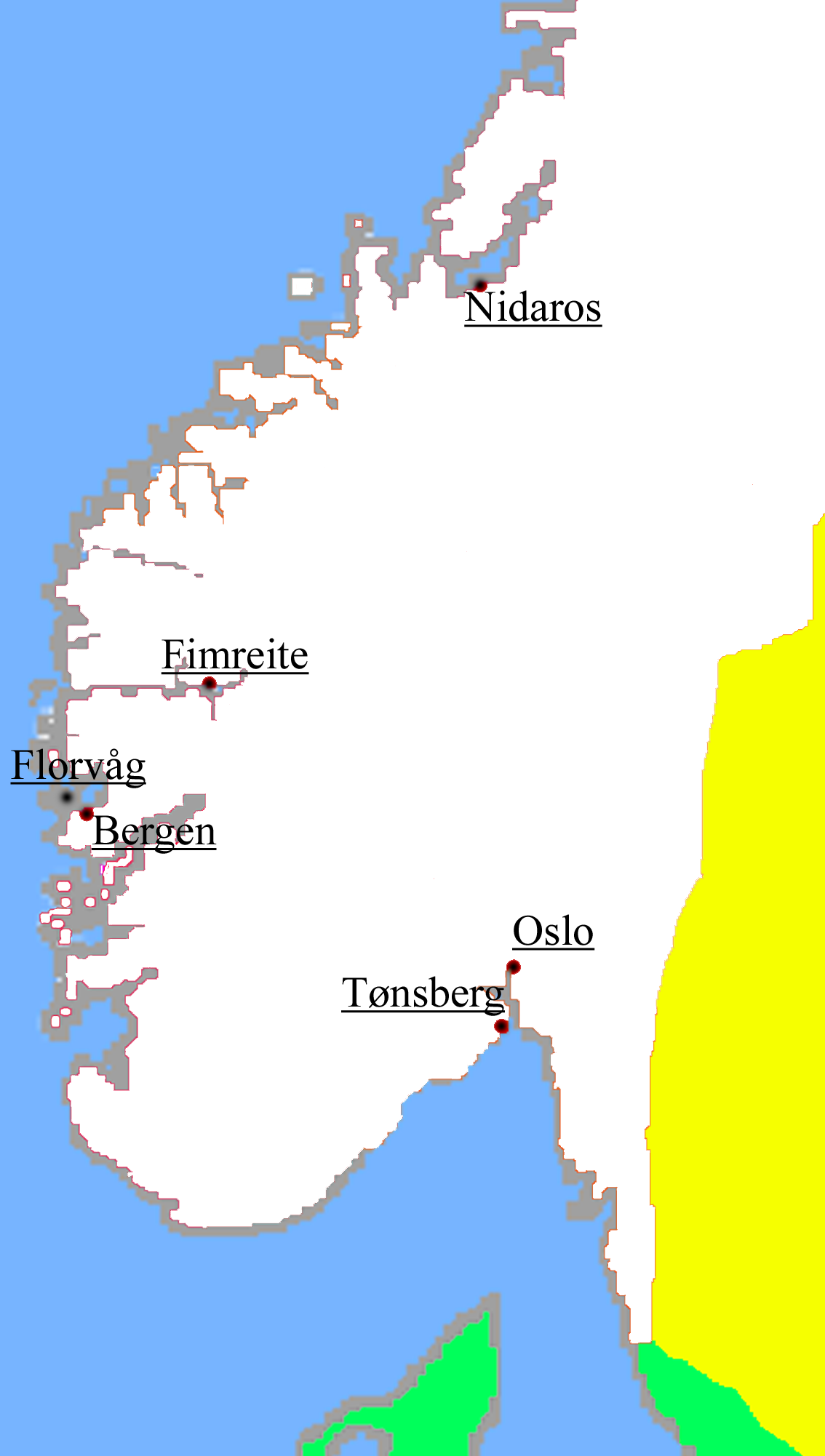
Localización de las principales batallas durante el reinado de Sverre.

Una vez que Sverre y los birkebeiner alcanzaron el gobierno de Noruega, el rey trabajó para fortalecer su poder. Colocó a sus hombres de confianza en las posiciones más levadas del gobierno y el ejército, y pactó alianzas matrimoniales entre sus hombres y la antigua nobleza. Sverre contrajo matrimonio con Margarita de Suecia, la hija del rey Erico el Santo y hermana de Canuto I de Suecia.
Aunque Noruega había padecido enconados conflictos en las décadas previas, el bando victorioso había intentado reconciliarse con sus oponentes. En el caso de Sverre, la reconciliación fue difícil. La guerra contra Magnus había sido particularmente larga y había provocado pérdidas incuantificables. La mayoría de las viejas dinastías nobles habían sufrido pérdidas humanas, y albergaba deseos de venganza. Además, fue difícil que la antigua nobleza aceptara que gran parte de los birkebeiner fueran elevados ahora a la categoría de nobles. La paz, por lo tanto, no sería duradera.
En el otoño de 1186 se levantó en armas un grupo rebelde en Viken, los Kuvlung. Su líder era llamado Jon Kuvlung, un hombre retirado de la vida monástica que se decía hijo del rey Inge I. En muchos aspectos, este grupo fue el sucesor directo de los Heklung, e incluía entre sus miembros a muchas familias de este último partido, y nuevamente al clero -Kuvlung significa manto o capa, y alude al hábito de los monjes. Los Kuvlung pronto se hicieron del control del oriente y el occidente de Noruega, las tradicionales plazas de los Heklung.
Los Kuvlung atacaron Nidaros en el otoño de 1186. La ofensiva tomó a Sverre por sorpresa, quien se refugió en el castillo de Sion (hoy Sverresborg). Los Kuvlung no pudieron sitiar el castillo, y se retiraron. En 1188 Sverre navegó hacia el sur con una poderosa flota. Los enemigos se encontraron frente a frente en Tønsberg, pero ninguno de los bandos se atrevió a presentar batalla. Los Kuvlung se desplazaron hacia Bergen. Sverre sitió esa ciudad en la víspera de Navidad; en el combate Jon Kuvlung fue muerto, terminando así la rebelión de su facción.
A la de los Kuvlung siguieron otras rebeliones, sin mayor trascendencia que actividades de bandidaje a escala local.
La siguiente amenaza de seriedad surgió en 1193 con los Øyskjegg. El pretendiente de este nuevo grupo fue Sigurd Magnusson, un niño que supuestamente era hijo ilegítimo de Magnus V. El verdadero líder fue Hallkjell Jonsson, cuñado de Magnus. Tras conspirar con Harald Maddadsson, jarl de las Órcadas, Hallkjell pudo reclutar a su ejército en las islas Orcadas y Shetland, de donde se originó el nombre del grupo (barbas de las islas). Los Øyskjegg se establecieron en Viken, y de ahí navegaron hacia Bergen. Aunque lograron capturar la ciudad, una fuerza de birkebeiner permaneció en Sverreborg. En la primavera de 1194, Sverre navegó hacia Bergen para enfrentar a los Øyskjegg. En la batalla de Florvåg, el 3 de abril de 1194, fue decisiva la experiencia de los birkebeiner. Hallkjell murió con la mayoría de sus seguidores.

### Enemistad con la Iglesia
La Iglesia de Noruega se había organizado en el Arzobispado de Nidaros en 1152. Øystein Erlendsson, quien fue arzobispo a partir de 1161, había sido uno de los principales apoyos de Magnus Erlingsson. En recompensa, la Iglesia aseguró su posición como institución independiente y ganó otros privilegios.
Øystein regresó a Nidaros procedente de Inglaterra en 1183, y durante los últimos años existió una suerte de tregua entre la Iglesia y el rey. Cuando Øystein murió en 1188, el obispo de Stavanger, Erik Ivarsson, fue designado como su sucesor. Sverre se acercó a Erik con el objetivo de ser coronado -la prueba definitiva del reconocimiento de su autoridad.
La situación derivó en una ruptura entre Sverre y la Iglesia cuando el rey empezó a hacer modificaciones a los privilegios del clero, en contradicción con la ley eclesiástica redactada por San Olaf. El arzobispo Erik atacó en sus sermones a Sverre y envió cartas al papa. Sverre intentó someter al arzobispo, alegando que este había violado la ley al tener en su guardia personal a 90 hombres, cuando la ley establecía un máximo de 30 al servicio de los obispos. En lugar de someterse a los deseos del monarca, Erik se exilió en Lund, Dinamarca, la sede del arzobispo de ese país. Desde esa ciudad envió una delegación a Roma en busca del consejo del Papa.
Con el arzobispo ausente, Sverre aumentó la presión sobre los obispos, en particular sobre Nicolás Arnesson, obispo de Oslo desde 1190. Nicolás era medio hermano del difunto rey Inge I, había participado como un líder de los Heklung, y fue sospechoso de apoyar a los Øyskjegg. Tras la derrota de los Øyskjegg en Florvåg, Sverre se entrevistó con Nicolás, al que amenazó con un severo castigo bajo los cargos de traición. Acorralado, Nicolás accedió a coronar a Sverre, junto con los otros obispos, el 29 de junio de 1190. Un cura al servicio particular del rey fue designado como obispo de Bergen.
Mientras tanto, el arzobispo Erik recibió una respuesta de Roma. En una carta del 15 de junio de 1194, el papa Celestino III decidió apoyar al arzobispo Erik y los derechos de la Iglesia de Noruega. La carta fortaleció a Erik, quien aprovechó para excomulgar a Sverre y ordenó a los obispos noruegos unírsele en el exilio en Dinamarca.
En la primavera siguiente, Sverre envió a Roma al todavía fiel obispo Tore de Hamar, con el fin de defender su causa ante el papa. Según la saga, Tore regresó en 1197 con una carta del papa que anulaba la excomunión, y poco después falleció en circunstancias misteriosas. La mayoría de los historiadores se inclinan hacia una falsificación de una carta papal, que fue utilizada por Sverre como un arma política, sin que en la realidad se le retirase la excomunión.
Con la muerte de Celestino en enero de 1198, el conflicto entró en un corto período de quietud, hasta que fue nombrado el nuevo papa, Inocencio III. En octubre, Inocencio puso a Noruega bajo interdicto, y en cartas dirigidas al arzobispo Erik acusó a Sverre de falsificador. También, el papa convocó a los reyes vecinos a derrocar al monarca noruego. Sin embargo, se actuó en el sentido contrario: Suecia continuó apoyando de manera activa a los birkebeiner y Juan I de Inglaterra envió mercenarios en apoyo de Sverre. En 1200, Inocencio III amonestó al arzobispo de Canterbury, advirtiéndole de no recibir más regalos de Sverre.
En ese tiempo, alguien cercano al rey Sverre escribió Un discurso contra los obispos. En esta obra, el autor anónimo discutía la relación entre Rey e Iglesia. Haciendo referencia a los bien conocidos escritos teológicos de como el Decreto de Graciano y la obra de Agustín de Hipona, el autor pretendía demostrar que la excomunión de Sverre era injusta y por lo tanto no obligatoria. El escrito también defendía el derecho del rey noruego para nombrar a los obispos, pero para apoyar eso, tuvo que interpretar la ley noruega, ya que era considerado por la Iglesia como simonía.

## La guerrabagler
Durante la primavera de 1196 se formó en Halør, Dinamarca, un nuevo grupo opositor a Sverre, que sería conocido como los bagler. Los líderes eran Nicolás Arnesson, obispo de Oslo, y los nobles Reidar el Mensajero y Sigurd Jarlsson, este último un hijo ilegítimo de Erling Skakke. El obispo Erik de Nidaros también otorgó su apoyo al nuevo grupo. Los bagler eligieron como su rey a Inge Magnusson, pretendidamente un hijo de Magnus Erlingsson, y navegaron de regreso a Noruega.
Sverre se encontraba entonces en la región de Viken, y los dos bandos enemigos pronto se hallaron a tiro de piedra, aunque no se presentaron grandes batallas. Sverre le otorgó a su hijo Sigurd Lavard la responsabilidad de custodiar una balista que recientemente había sido construida. Los bagler lanzaron un ataque sorpresa en la noche, destruyeron la balista y Sigurd Lavard y sus hombres fueron expulsados y perseguidos. Después de algunos combates, Sverre navegó hacia el norte, y en Nidaros pasaría el invierno. Los bagler elevaron a Inge como su rey en una asamblea y pronto establecieron un firme control sobre la región de Viken, con la ciudad de Oslo como su principal sede política.
En la primavera de 1197, Sverre convocó al leidang (leva) en las partes septentrional y occidental del país y en mayo, estuvo en condiciones de navegar hacia Viken con una fuerza considerable de 7,000 hombres. Los birkebeiner atacaron Oslo el 26 de julio, y después de muchas bajas en ambas partes, los bagler se vieron obligados a retroceder tierra adentro. El rey Sverre se ocupó un tiempo de recaudar impuestos en la región, pero bajo la amenaza de un motín entre sus tropas, tuvo que partir a Bergen, donde decidió pasar el invierno. La partida de Sverre estuvo cerca de convertirse en un error fatal. Los bagler se habían desplazado por tierra hacia el norte, hasta Trøndelag, y pudieron entrar en Nidaros encontrando una insignificante oposición. la guarnición de Sverresborg se mantuvo fiel a Sverre por un tiempo, hasta que su comandante, Torstein Kugad cambió de bando y permitió la entrada de los bagler en el castillo. La fortaleza fue destruida y Trøndelag, la región que había servido de base a Sverre, quedó en manos del enemigo.
El año siguiente, 1197, representó lo más bajo de la suerte de Sverre. En mayo, lanzó un ataque para recuperar Trøndelag. En esta ocasión, fracasó el factor sorpresa. La flota birkebeiner fue aplastada por los barcos de los bagler, de menor tamaño. Con el resultado favorable, los bagler afianzaron su posición en Trøndelag, y al ser vistos como el bando ganador, recibieron a varios desertores de los birkebeiner.
Tras la derrota, Sverre regresó a Bergen. No tardó en ser perseguido por un ejército bagler bastante superior, bajo el liderato de Nicolás Arnesson y Hallvard de Såstad. Sverre continuó con el dominio de la fortaleza de Bergenhus, que tenía fama de inexpugnable, y que representaba una base de operaciones segura. El 11 de agosto, los bagler prendieron fuego a Bergen, y la ciudad sería destruida por completo, incluidos los templos. Ante la posibilidad de ser sitiado por hambre en Bergenhus, Sverre escapó con la mayor parte de sus hombres hacia Trøndelag.
En Trøndelag, una parte considerable de la población se mantenía fiel a Sverre, y varios de los que se habían aliado con los bagler cambiaron nuevamente de facción. Los trønder pusieron en marcha la construcción de una nueva flota para el rey antes de que los bagler llegasen a la región. A principios de junio de 1199, los bagler se encontraban en el Fiordo de Trondheim, y el día 18 del mismo mes, las dos flotas se enfrentaron en la Batalla de Strindafjord. En esta ocasión, Sverre conquistó la victoria, y los bagler sobrevivientes escaparon a Dinamarca.
Sverre pudo así tomar control de Viken, la región de los bagler, pero la población se mantuvo hostil. Al comenzar el año 1200, ocurrió un levantamiento espontáneo entre los campesinos de varias partes de la región, quienes marcharon hacia Oslo con el objetivo de expulsar a los birkebeiner. Los rebeldes, sin entrenamiento militar, fueron derrotados en batalla el 6 de marzo de 1200. Sin embargo, la posición de los birkebeiner en la zona permaneció débil, y Sverre decidió regresar a Bergen.
Con Sverre fuera de Viken, los bagler se reorganizaron, regresaron de Dinamarca, y pronto recuperaron su dominio en Noruega oriental. Los dos grupos continuaron la guerra con incursiones en los territorios enemigos sin grandes cambios en las conformaciones territoriales y sin grandes victorias, aunque los birkebeiner mantuvieron su supremacía en el mar.

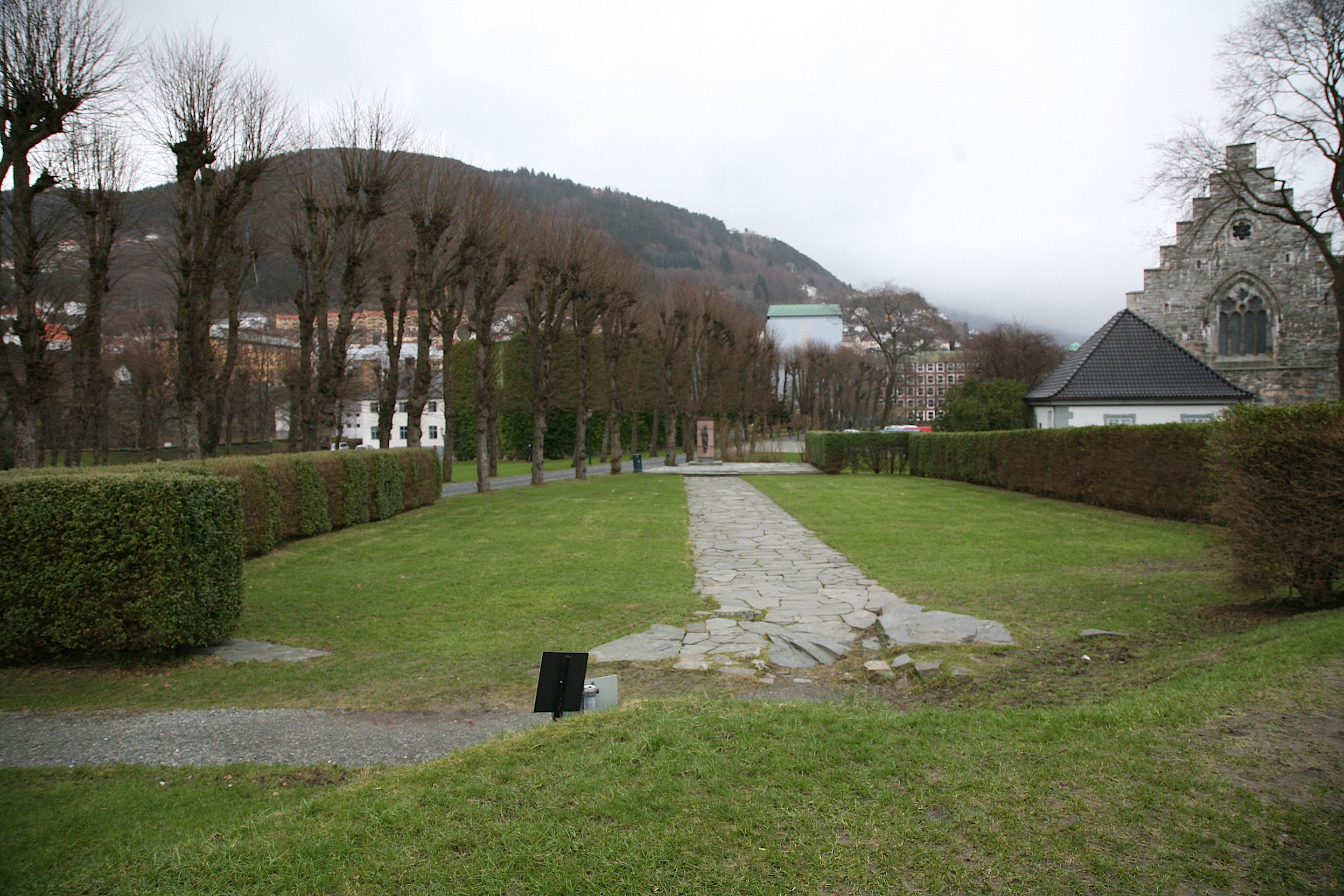
Antigua catedral de Bergen en la actualidad, lugar de la tumba de Sverre. Solo permanecen los cimientos.

El la primavera de 1201 Sverre salió de Bergen con su flota y un gran ejército producido en buena parte por la leva, en lo que sería su última campaña militar. Con este ejército pudo, sin oposición, cobrar impuestos de guerra a ambos lados del Fiordo de Oslo durante el verano. En septiembre acampó en Tønsberg y puso sitio a la Fortaleza de Tønsberg, defendida por Reidar el Mensajero y sus hombres. El sitio cayó en una fase monótona debido a que Sverre no pudo apoderarse de la fortaleza y los bagler no se atrevieron a enviar refuerzos. Al final, Reidar se rindió, y Sverre decidió regresar a Bergen.
Durante el viaje, Sverre enfermó, y al llegar a Bergen, el monarca se hallaba en agonía. En su lecho de muerte, nombró a su único hijo sobreviviente, Haakon, como su heredero y sucesor, y en una carta, le aconsejó buscar la reconciliación con la Iglesia. Sverre falleció el 9 de marzo de 1202. Fue sepultado en la Catedral de Bergen

## Familia
Se sabe que tuvo una relación de concubinato con una mujer de las Islas Feroe de nombre Astrid Rõsdatter (n. 1156). Con ella tuvo tres hijos:
- Cecilia (n. 1188).
- Ingeborg (n. 1190). Esposa del príncipe sueco Carlos Sverkersson (hijo de Sverker II).
- Haakon III (fallecido en 1204). Rey de Noruega.

En 1185 se casó con Margarita Eriksdotter, hija del rey Erik IX de Suecia. Con ella tuvo tres hijos:
- Sigurd Lavard
- Erling Sverresson (n. 1190)
- Cristina Sverresdatter (fallecida en 1213). Esposa de Felipe Simonsson, rey de los bagler.